# Monako na Letnich Igrzyskach Olimpijskich 2012
Monako na Letnich Igrzyskach Olimpijskich 2012, które odbyły się w Londynie reprezentowało 6 zawodników.
Był to dziewiętnasty start reprezentacji Monako na letnich igrzyskach olimpijskich.

## Reprezentanci

### Judo
Mężczyźni
| Zawodnik      | Konkurencja | 1/32             | 1/16                 | 1/8                  | Ćwierćfinał      | Półfinał         | Repasaż 1        | Repasaż 2        | Finał            | Finał   |
| Zawodnik      | Konkurencja | Przeciwnik Wynik | Przeciwnik Wynik     | Przeciwnik Wynik     | Przeciwnik Wynik | Przeciwnik Wynik | Przeciwnik Wynik | Przeciwnik Wynik | Przeciwnik Wynik | Pozycja |
| ------------- | ----------- | ---------------- | -------------------- | -------------------- | ---------------- | ---------------- | ---------------- | ---------------- | ---------------- | ------- |
| Yann Siccardi | - 60 kg     | BYE              | Khousrof W 0101–0012 | Gałstian P 0000–0100 | NQ               | NQ               | NQ               | NQ               | NQ               | NQ      |

### Lekkoatletyka
Mężczyźni
| Zawodnik   | Konkurencja   | Eliminacje | Eliminacje | Półfinał | Półfinał | Finał | Finał   |
| Zawodnik   | Konkurencja   | Wynik      | Miejsce    | Wynik    | Miejsce  | Wynik | Miejsce |
| ---------- | ------------- | ---------- | ---------- | -------- | -------- | ----- | ------- |
| Brice Etès | bieg na 800 m | DSQ        | DSQ        | NQ       | NQ       | NQ    | NQ      |

### Pływanie
Kobiety
| Zawodniczka         | Konkurencja       | Eliminacje | Eliminacje | Półfinał | Półfinał | Finał | Finał   |
| Zawodniczka         | Konkurencja       | Czas       | Miejsce    | Czas     | Miejsce  | Czas  | Miejsce |
| ------------------- | ----------------- | ---------- | ---------- | -------- | -------- | ----- | ------- |
| Angélique Trinquier | 100 m grzbietowym | 1:10,79    | 45.        | NQ       | NQ       | NQ    | NQ      |

### Triathlon
| Zawodnik    | Konkurencja | Pływanie (1,5 km) | Zmiana 1 | Jazda na rowerze (40 km) | Zmiana 2 | Bieg (10 km) | Czas    | Pozycja |
| ----------- | ----------- | ----------------- | -------- | ------------------------ | -------- | ------------ | ------- | ------- |
| Hervé Banti | Mężczyźni   | 18:55             | 0:40     | 58:51                    | 0:32     | 33:44        | 1:52:42 | 49.     |

### Wioślarstwo
Mężczyźni
| Zawodnik        | Konkurencja | Eliminacje | Eliminacje | Repasaże | Repasaże | Ćwierćfinał | Ćwierćfinał | Półfinał | Półfinał | Finał   | Finał   |
| Zawodnik        | Konkurencja | Czas       | Miejsce    | Czas     | Miejsce  | Czas        | Miejsce     | Czas     | Miejsce  | Czas    | Miejsce |
| --------------- | ----------- | ---------- | ---------- | -------- | -------- | ----------- | ----------- | -------- | -------- | ------- | ------- |
| Mathias Raymond | jedynka     | 6:58,60    | 3. QF      | BYE      | BYE      | 7:20,16     | 5. SC/D     | 7:38,17  | 3. FC    | 7:36,35 | 18.     |

### Żeglarstwo
Mężczyźni
| Zawodnik       | Konkurencja | Wyścig | Wyścig | Wyścig | Wyścig | Wyścig | Wyścig | Wyścig | Wyścig | Wyścig | Wyścig | Wyścig | Punkty | Finałowa pozycja |
| Zawodnik       | Konkurencja | 1      | 2      | 3      | 4      | 5      | 6      | 7      | 8      | 9      | 10     | M*     | Punkty | Finałowa pozycja |
| -------------- | ----------- | ------ | ------ | ------ | ------ | ------ | ------ | ------ | ------ | ------ | ------ | ------ | ------ | ---------------- |
| Damien Desprat | Laser       | 44.    | 45.    | 45.    | 39.    | 41.    | 43.    | 42.    | 32.    | 45.    | 25.    | EL     | 396    | 45.              |